# Vlagyimir Boriszovics Gabulov
Vlagyimir Boriszovics Gabulov (oroszul: Владимир Борисович Габулов; Mozdok, 1983. október 19. –) orosz válogatott labdarúgó. Téstvére Georgij Gabulov szintén labdarúgó.
Az orosz válogatott tagjaként bronzérmet szerzett a 2008-as Európa-bajnokságon és részt vett a 2017-es konföderációs kupán, valamint a 2018-as labdarúgó-világbajnokságon.

## Sikerei, díjai
CSZKA Moszkva
- UEFA-kupa győztes (1): 2004–05
- Orosz bajnok (2): 2005, 2006

Club Brugge
- Belga bajnok (1): 2017–18

Oroszország
- Európa-bajnoki bronzérmes (1): 2008